# BMW B37
Der BMW B37 ist ein Reihendreizylinder-Dieselmotor des Automobilherstellers BMW. Gemeinsam mit dem B47 (Reihenvierzylinder-Dieselmotor) und dem B57 (Reihensechszylinder-Dieselmotor) und den drei Ottomotoren B38 (Dreizylinder), B48 (Vierzylinder) und B58 (Sechszylinder) gehört der B37 zu den 2013/2014 eingeführten Baukasten-Motoren von BMW. Die 1,5-Liter-3-Zylinder-Dieselmotorenreihe BMW B37 ist bei Modellen mit Frontantrieb als B37C15 und Hinterradantrieb als B37D15 verbaut. Bei Mini-Fahrzeugen ist dieser Dieselmotor unter seinem eigenen Index B37C15A bekannt.
Die Baukasten-Motoren werden in BMW-Modellen und auch in MINI-Modellen eingebaut. Sie lösen die in den MINI-Modellen bislang verwendeten Vierzylindermotoren N47 (N47C16K1 im MINI One D, N47C16U1 im MINI Cooper D und N47C20U1 im MINI Cooper SD) nach und nach ab. Der B37 erfüllt die EU6-Abgasnorm.

## Konstruktion
Der BMW B37 Reihendreizylinder-Dieselmotor hat einen Turbolader mit verstellbaren Turbinenleitschaufeln, verstellbare Nockenwellen und Common-Rail-Direkteinspritzung. BMW nennt dies „TwinPower Turbo-Technologie“.  Das Volumen von 500 cm³ pro Zylinder ergab sich aus thermodynamischen und Effizienzüberlegungen.
Das Kurbelgehäuse (Motorblock) besteht aus Aluminium. 

Technische Überarbeitung Ende 2017
Im November 2017 wurde die Technische Überarbeitung des Motors angekündigt („B37TÜ1“). Alle Motoren haben Adblue-Einspritzung bekommen, weiter wurde der Einspritzdruck auf 2.200 bar erhöht,  Formen und Oberflächen von Zylinderlaufbahnen (Formhonung der Zylinderlaufbahnen) und Kolben, Riementrieb und Ölversorgung im Detail verbessert. Dadurch wird die EU6c-Abgasnorm erfüllt, Verbrauch und Geräusch weiter reduziert.

## Daten
| Motortyp            | Hubraum          | Bohrung × Hub | Leistung bei 1/min      | Drehmoment bei 1/min                                      |
| ------------------- | ---------------- | ------------- | ----------------------- | --------------------------------------------------------- |
| B37C15K0 / B37D15K0 | 1,5 l (1496 cm³) | 84,0 × 90,0   | 70 kW (95 PS) bei 4000  | 220 Nm bei 1750–2250/min* 220 Nm bei 1500–2500/min*(MINI) |
| B37C15U0 / B37D15K0 | 1,5 l (1496 cm³) | 84,0 × 90,0   | 85 kW (116 PS) bei 4000 | 270 Nm bei 1750–2250/min                                  |

* je nach Motormanagement
Technische Daten des BMW 2er Active Tourer, Technische Daten des MINI 3-Türer, Technische Daten des MINI 5-Türer., Produktionsdaten des MINI 3-Türer

## Verwendung

### 70 kW (95 PS)
- F45 als 214d Active Tourer (seit 03/2015)
- F46 als 214d Gran Tourer (seit 07/2015)
- F56 (MINI) als MINI One D 3-Türer[2] (seit 03/2014)
- F55 (MINI) als MINI One D 5-Türer[10] (seit 10/2014)

### 85 kW (116 PS)
- F20 als 116d (01/2015–06/2019)
- F20LCI als 116d (seit 11/2015)
- F20LCI als 116d ED (seit 11/2015)
- F21LCI als 116d (11/2015–06/2019)
- F21LCI als 116d ED (seit 11/2015)
- F40 als 116d (07/2019–06/2024)
- F45 als 216d Active Tourer[9] (seit 11/2014)
- F46 als 216d Gran Tourer (seit 03/2015)
- F48 als sDrive16d
- F56 (MINI) als MINI Cooper D 3-Türer[2] (seit 03/2014)
- F55 (MINI) als MINI Cooper D 5-Türer[10] (seit 10/2014)
- F54 (MINI) als MINI One D Clubman (seit 10/2015)